# Державний університет медицини та фармації імені Миколи Тестеміцану
Державний університет медицини та фармації імені Миколи Тестеміцану (рум. Universitatea de Stat de Medicină și Farmacie „Nicolae Testemițanu”) — вищий медичний навчальний заклад Республіки Молдова. Університет засновано у 1945 році.

## Історія
Інститут медицини створений у Кишиневі у жовтні 1945 року на основі Ленінградського медичного інституту. Основою інституту був факультет медицини, на який надійшло близько 250 студентів. Першим деканом факультету був професор О. Львів.
У 1990 році Кишинівському ДМІ присвоєно ім'я Ніколае Тестеміцану (1927-1986), вченого і громадського діяча.

## Факультети
До Державного університету медицини та фармації ім. Ніколае Тестеміцану є такі факультети:

- Медичний факультет I
- Медичний факультет II
- Стоматологічний факультет
- Фармацевтичний Факультет
- Клінічна ординатура
- Факультет безперервної освіти в галузі медицини та фармації

## Ректори
- Іпатій Сорочан (1945-1948)
- Микола Хараузов (1948-1951)
- Леонід Ганул (1951-1953)
- Микола Старостенко (1953-1959)
- Микола Тестеміцану (1959-1963)
- Василь Анестіаді (1963-1986)
- Леонід Кобилянський (1986-1994)
- Іон Абабій (1994-2019)
- Еміль Чебан (2019-тепер)

## Нагороди
- Орден Республіки (8 жовтня 2015 ріка, на знак високого визнання особливих заслуг у розвитку університетської освіти, за значний внесок у підготовку висококваліфікованих фахівців та впровадження нових методів навчання, наукового дослідження, діагностування та медичної допомоги)[2]
- Орден «Трудова слава» (6 жовтня 2005 ріка, на знак визнання особливих заслуг у розвитку охорони здоров'я та медичної науки і за значний внесок у підготовку висококваліфікованих фахівців)[3].